# 2. Basketball Bundesliga
La 2. Basketball Bundesliga es la segunda competición de baloncesto por detrás de la Basketball Bundesliga que se disputa en Alemania. Hasta el año 2007 la competición se desarrollaba en dos grupos, norte y sur, pero desde ese año se dividió en dos subcategorías de forma jerárquica, la ProA, que es la segunda categoría y que proporciona el ascenso a la Beko BBL, y la ProB, con 24 equipos divididos en dos grupos, que sería la tercera categoría.

## Historial
Para la lista de campeones a partir de 2007, véase ProA.
| Temporada | Campeón Norte             | Campeón Sur                   |
| --------- | ------------------------- | ----------------------------- |
| 1975–76   | SSC Göttingen             | Post Bayreuth                 |
| 1976–77   | FC Schalke 04             | TuS Aschaffenburg             |
| 1977–78   | USC Medico Münster        | TV Eppelheim                  |
| 1978–79   | HTB 62 Hamburg            | Eintracht Frankfurt           |
| 1979–80   | BG Hagen                  | SpVgg 07 Ludwigsburg          |
| 1980–81   | DTV Charlottenburg        | USC Heidelberg                |
| 1981–82   | FC Schalke 04             | TuS Aschaffenburg             |
| 1982–83   | BC Giants Osnabrück       | USC Heidelberg                |
| 1983–84   | FC Schalke 04             | 1. FC Bamberg                 |
| 1984–85   | TSV 1860 Hagen            | TV Langen                     |
| 1985–86   | OSC Bremerhaven           | SpVgg 07 Ludwigsburg          |
| 1986–87   | Oldenburger TB            | FC Bayern Munich              |
| 1987–88   | TSV 1860 Hagen            | SSV/SB Ulm                    |
| 1988–89   | MTV Wolfenbüttel          | TV Langen                     |
| 1989–90   | TuS Bramsche              | TV Germania Trier             |
| 1990–91   | SG Braunschweig           | TV Langen                     |
| 1991–92   | SVD 49 Dortmund           | Tübinger SV                   |
| 1992–93   | TK Hannover               | Steiner Bayreuth              |
| 1993–94   | Paderborn Baskets 91      | SV Oberelchingen (baloncesto) |
| 1994–95   | Rhöndorfer TV             | TG Landshut                   |
| 1995–96   | SV Telekom Bonn           | TSV Speyer                    |
| 1996–97   | BCJ Hamburg               | USC Freiburg                  |
| 1997–98   | BC Oldenburg/Westerstede  | DJK S.Oliver Würzburg         |
| 1998–99   | BCJ Hamburg               | TV 1860 Lich                  |
| 1999–2000 | Oldenburger TB            | Consors Falke Nürnberg        |
| 2000–01   | SER Rhöndorf              | WiredMinds Tübingen           |
| 2001–02   | BCJ Hamburg               | BG NWS Ludwigsburg            |
| 2002–03   | TSV Quakenbrück           | BG Karlsruhe                  |
| 2003–04   | Schwelmer Baskets         | SV 03 Tübingen                |
| 2004–05   | Eisbären Bremerhaven      | RCE Falke Nürnberg            |
| 2005–06   | Schröno Paderborn Baskets | Ratiopharm Ulm                |
| 2006–07   | BG 74 Göttingen           | POM baskets Jena              |